# Babbitt (film 1924)
Babbitt è un film muto del 1924 diretto da Harry Beaumont. La sceneggiatura di Dorothy Farnum si basa sull'omonimo romanzo di Sinclair Lewis, pubblicato a New York nel 1922. Prodotto e distribuito dalla Warner Bros., aveva come interpreti Willard Louis nel ruolo del titolo, Mary Alden, Carmel Myers.

## Trama
Rispettabile uomo di mezz'età, George F. Babbitt, un prospero agente immobiliare di Zenith, è in crisi: stanco della routine della vita familiare, scopre di avere lasciato passare gli anni quasi senza rendersene conto e di non avere altro futuro di fronte a sé. Nel tentativo di rivivere la propria giovinezza, inizia una relazione con Tanis Judique, una giovane donna affascinante con la quale ha intenzione di andarsene via. A causa del figlio, però, ritorna dalla moglie malata alla quale confessa i suoi folli progetti, e finendo per riprendere insieme alla famiglia il suo tranquillo e, in fin dei conti, felice tran tran quotidiano.

## Produzione
Il film fu prodotto dalla Warner Bros.

## Distribuzione
Il copyright del film, richiesto dalla Warner Brothers Pictures, fu registrato il 4 giugno 1924 con il numero LP20275.
Distribuito dalla Warner Bros., il film uscì nelle sale statunitensi il 15 giugno 1924.
Non si conoscono copie ancora esistenti della pellicola che viene considerata presumibilmente perduta.